# 浮毛茛
浮毛茛（学名：Ranunculus natans）为毛茛科毛茛属下的一个种。

## 扩展阅读
維基物種上的相關：浮毛茛